# Aleksandr Ponomariow
Aleksandr Ponomariow (ros. Александр Пономарев) – rosyjski kierowca wyścigowy.

## Biografia
W 1981 roku zadebiutował w Sowieckiej Formule Easter, zajmując 33. miejsce na koniec sezonu. Ścigał się wówczas samochodem własnej konstrukcji, oznaczonym jako ASK, napędzanym silnikiem Łady, natomiast jego sponsorem był WAZ. Rok później zajął siedemnaste miejsce. W sezonie 1983 rozpoczął korzystanie z Estonii 20, którą zmodyfikował poprzez zastosowanie nowej owiewki. Tym samochodem Ponomariow zdobył mistrzostwo Rosyjskiej FSRR, a w mistrzostwach ZSRR zdobył dwa podia i trzecie miejsce na koniec sezonu. Rok później po odniesieniu dwóch zwycięstw został mistrzem kraju. W tym samym roku Ponomariow zadebiutował w Pucharze Pokoju i Przyjaźni podczas rundy na torze Bikernieki, jednakże wyścigu nie ukończył. W sezonie 1985 kierowca zajął czwarte miejsce w mistrzostwach ZSRR oraz ósme w Pucharze Pokoju i Przyjaźni. Od roku 1986 Ponomariow używał Estonii 21M z monokokiem. Radziecki zawodnik do 1987 nie odnosił jednak tym pojazdem większych sukcesów. W roku 1988 został jednakże mistrzem Rosyjskiej FSRR oraz II wicemistrzem ZSRR.
W roku 1989 Ponomariow zadebiutował w Formule Mondial. Rywalizował wówczas pojazdem ASK zbudowanym w WAZ z nadwoziem opartym na Estonii 21.10, jak również zupełnie nową karoserią. W sezonie 1990 zawodnik zajął tym pojazdem trzecie miejsce w klasyfikacji Formuły Mondial. W 1991 roku korzystał z Estonii 25. Po rozpadzie ZSRR Ponomariow uczestniczył m.in. w wyścigach na lodzie i Pucharze Łady.

## Wyniki
| Legenda oznaczeń w tabelach wyników Wyświetl szablon na nowej stronie | Legenda oznaczeń w tabelach wyników Wyświetl szablon na nowej stronie                                                                     |
| Oznaczenie                                                            | Wyjaśnienie |
| --------------------------------------------------------------------- | --- |
| Złoty                                                                 | Zwycięzca lub mistrzostwo |
| Srebrny                                                               | 2. miejsce lub wicemistrzostwo |
| Brązowy                                                               | 3. miejsce lub II wicemistrzostwo |
| Zielony                                                               | Ukończył, punktował (w klasyfikacji generalnej, gdy zdobył co najmniej jeden punkt na przestrzeni sezonu, poza trzema powyższymi opcjami) |
| Niebieski                                                             | Ukończył, nie punktował (w klasyfikacji generalnej, gdy nie zdobył co najmniej jednego punktu na przestrzeni sezonu)                      |
| Czerwony                                                              | Nie zakwalifikował się (NZ) |
| Czerwony                                                              | Nie prekwalifikował się (NPK) |
| Różowy                                                                | Nie ukończył (NU) |
| Różowy                                                                | Niesklasyfikowany (NS) (w klasyfikacji generalnej, gdy nie został sklasyfikowany w żadnym wyścigu sezonu)                                 |
| Czarny                                                                | Zdyskwalifikowany (DK) |
| Czarny                                                                | Wykluczony (WYK/EX) |
| Biały                                                                 | Nie wystartował (NW) |
| Biały                                                                 | Kontuzjowany (K/INJ) |
| Biały                                                                 | Wyścig odwołany (OD/C) |
| Bez koloru                                                            | Został wycofany (WYC/WD) |
| Bez koloru                                                            | Nie przybył (NP/DNA) |
| Bez koloru                                                            | Nie brał udziału w treningach (NT/DNP) |
| Bez koloru                                                            | Nie został zgłoszony (–) |
| Pogrubienie                                                           | Start z pole position |
| Kursywa                                                               | Najszybsze okrążenie wyścigu |
| †                                                                     | Nie ukończył, ale jego rezultat został zaliczony ze względu na przejechanie więcej niż 90% dystansu wyścigu.                              |
| *                                                                     | Sezon w trakcie |
| 1/2/3                                                                 | Punktowana pozycja w sprincie kwalifikacyjnym                                                                                             |
| Lista systemów punktacji Formuły 1                                    | |

### Puchar Pokoju i Przyjaźni
| Rok  | Samochód    | Silnik | Wyniki w poszczególnych eliminacjach | Wyniki w poszczególnych eliminacjach | Wyniki w poszczególnych eliminacjach | Wyniki w poszczególnych eliminacjach | Wyniki w poszczególnych eliminacjach | Wyniki w poszczególnych eliminacjach | Wyniki w poszczególnych eliminacjach | Pkt. | Msc. |
| ---- | ----------- | ------ | ------------------------------------ | ------------------------------------ | ------------------------------------ | ------------------------------------ | ------------------------------------ | ------------------------------------ | ------------------------------------ | ---- | ---- |
| 1984 |             |        | Czechosłowacja                       | Polska                               |                                      |                                      |                                      |                                      |                                      | 0    | NS   |
| 1984 | Estonia 20  | Łada   | -                                    | -                                    | NU                                   | -                                    | -                                    | -                                    |                                      | 0    | NS   |
| 1985 |             |        | Czechosłowacja                       | Polska                               |                                      |                                      |                                      |                                      |                                      | 144  | 8    |
| 1985 | Estonia 20  | Łada   | 21                                   | 6                                    | 2                                    | 10                                   | -                                    |                                      |                                      | 144  | 8    |
| 1986 |             |        | Polska                               | Czechosłowacja                       |                                      |                                      |                                      |                                      |                                      | 120  | 4    |
| 1986 | Estonia 21M | Łada   | 5                                    | 5                                    | -                                    | 5                                    | NU                                   | -                                    | -                                    | 120  | 4    |
| 1987 |             |        | Polska                               |                                      |                                      |                                      |                                      |                                      |                                      | 69   | 19   |
| 1987 | Estonia 21M | Łada   | 10                                   | 11                                   | -                                    | -                                    |                                      |                                      |                                      | 69   | 19   |

### Sowiecka Formuła Easter
| Rok  | Zespół           | Samochód    | Silnik | Wyniki w poszczególnych eliminacjach | Wyniki w poszczególnych eliminacjach | Wyniki w poszczególnych eliminacjach | Wyniki w poszczególnych eliminacjach | Pkt. | Msc. |
| ---- | ---------------- | ----------- | ------ | ------------------------------------ | ------------------------------------ | ------------------------------------ | ------------------------------------ | ---- | ---- |
| 1981 |                  |             |        |                                      |                                      |                                      |                                      | 33   | 28   |
| 1981 | DOSAAF Togliatti | ASK         | Łada   | -                                    | NU                                   | 17                                   |                                      | 33   | 28   |
| 1982 |                  |             |        |                                      |                                      |                                      |                                      | 77   | 17   |
| 1982 | DOSAAF Togliatti |             |        | 15                                   | 23                                   | 10                                   |                                      | 77   | 17   |
| 1983 |                  |             |        |                                      |                                      |                                      |                                      | 179  | 3    |
| 1983 | DOSAAF Togliatti | Estonia 20  | Łada   | 2                                    | 2                                    |                                      |                                      | 179  | 3    |
| 1984 |                  |             |        |                                      |                                      |                                      |                                      | 200  | 1    |
| 1984 | DOSAAF Togliatti | Estonia 20  | Łada   | 1                                    | NU                                   | 1                                    |                                      | 200  | 1    |
| 1985 |                  |             |        |                                      |                                      |                                      |                                      | 136  | 4    |
| 1985 | DOSAAF Togliatti | Estonia 20  | Łada   | 1                                    | NU                                   | NU                                   |                                      | 136  | 4    |
| 1986 |                  |             |        |                                      |                                      |                                      |                                      | 65   | 11   |
| 1986 | DOSAAF Togliatti | Estonia 21M | Łada   | 5                                    | NU                                   |                                      |                                      | 65   | 11   |
| 1987 |                  |             |        |                                      |                                      |                                      |                                      | 181  | 11   |
| 1987 | DOSAAF Togliatti | Estonia 21M | Łada   | 2                                    | NU                                   | 11                                   | NU                                   | 181  | 11   |
| 1988 |                  |             |        |                                      |                                      |                                      |                                      | 86   | 3    |
| 1988 | DOSAAF Togliatti | Estonia 21M | Łada   | 3                                    | 3                                    | 3                                    |                                      | 86   | 3    |

### Sowiecka Formuła Mondial
| Rok  | Zespół           | Samochód   | Silnik | Wyniki w poszczególnych eliminacjach | Wyniki w poszczególnych eliminacjach | Wyniki w poszczególnych eliminacjach | Pkt. | Msc. |
| ---- | ---------------- | ---------- | ------ | ------------------------------------ | ------------------------------------ | ------------------------------------ | ---- | ---- |
| 1989 |                  |            |        |                                      |                                      |                                      | 0    | NS   |
| 1989 | DOSAAF Togliatti | ASK        | Łada   | -                                    | NU                                   | NU                                   | 0    | NS   |
| 1990 |                  |            |        |                                      | Łotwa                                |                                      | 86   | 3    |
| 1990 | DOSAAF Togliatti | ASK        | Łada   | NU                                   | 5                                    | 2                                    | 86   | 3    |
| 1991 |                  |            |        |                                      | Łotwa                                |                                      | 46   | 9    |
| 1991 | DOSAAF Togliatti | Estonia 25 | Łada   | NU                                   | 2                                    | NU                                   | 46   | 9    |